# Elvira Poli
Elvira Poli (Agordo, 22 dicembre 1893 – Castion, 31 marzo 1977) è stata un'ingegnera italiana.
È stata la prima donna laureata in ingegneria all’Università di Padova, nonché la terza in Italia. La prima fu Emma Strada, che ottenne la laurea in ingegneria civile al Politecnico di Torino nel 1908.

## Biografia
Elvira Poli nacque ad Agordo il 22 dicembre 1893 da Guglielmo Poli e Maria De Poloni. Si trasferì con i familiari a Belluno e ottenne il diploma al liceo Tiziano nel 1915. In seguito, dopo la disfatta di Caporetto, trovò rifugio a Firenze dove proseguì gli studi. Passò poi all’università di Padova, dove ottenne la laurea in ingegneria civile  il 25 novembre 1920. Fu la prima ingegnera laureata nel Triveneto e venne per questo segnalata in un articolo della Domenica del Corriere, supplemento del Corriere della Sera. A causa della normazione, non poté dedicarsi alla libera professione fino al 1928, quando grazie all'entrata in vigore di una nuova legge, Poli ottenne l’iscrizione all’Ordine degli ingegneri di Milano. Si spostò quindi a Venezia fino agli anni ‘60 e in seguito a Castion, dove si ritirò con il marito, ingegner Vittorio De Rosa, dirigente delle Ferrovie dello Stato, durante gli anni della pensione. Nel 1957 Elvira Poli, insieme ad un gruppo di colleghe, tra cui Emma Strada, la prima italiana laureata in ingegneria (1908 - Politecnico di Torino), fondò AIDIA (Associazione Donne Ingegneri e Architetti), un'associazione che ha lo scopo di tutelare i diritti delle ingegnere e architette, di cui fu vicepresidente fino al 1970. Poli morì a Castion il 31 Marzo 1977.

## Impegno per l'emancipazione femminile
Elvira Poli divenne una delle figure di riferimento tra le ingegnere del suo tempo, esprimendo posizioni di convinto sostegno alla causa della parità di genere. La laurea di Poli assunse un grande valore in un contesto come quello del Veneto, che presentava ancora un’economia basata sull'agricoltura e una struttura sociale in cui l'emancipazione femminile era ancora ben lontana da essere raggiunta, in particolar modo nell'ambito degli studi universitari. 
Nel 1957 Elvira Poli, insieme ad un gruppo di colleghe, tra cui Emma Strada, la prima italiana laureata in ingegneria (1908 - Politecnico di Torino), fondò AIDIA (Associazione Donne Ingegneri e Architetti), un'associazione che ha lo scopo di tutelare i diritti delle ingegnere e architette, di cui fu vicepresidente fino al 1970.
Celebre è una sua intervista del 1974 in cui Poli esprime in modo ironico la sua opinione sull’argomento della parità di genere, affermando: